# Modraszek złotogardły
Modraszek złotogardły (Iridosornis porphyrocephalus) – gatunek małego ptaka z rodziny tanagrowatych (Thraupidae), występujący w północno-zachodniej Ameryce Południowej. Nie wyróżnia się podgatunków. W Czerwonej księdze gatunków zagrożonych IUCN klasyfikowany jest jako gatunek bliski zagrożenia (NT, Near Threatened).

## Systematyka
Pierwszego naukowego opisu gatunku dokonał angielski przyrodnik Philip Lutley Sclater w 1856 roku, nadając mu nazwę  Iridornis porphyrocephala. Opis ukazał się na łamach czasopisma „Proceedings of the Zoological Society of London”. Jako miejsce typowe autor wskazał Republikę Nowej Granady i Ekwador, co uściślono później na okolice Quito w Ekwadorze. Gatunek monotypowy, blisko spokrewniony z modraszkiem żółtogardłym.

### Etymologia
- Iridosornis: Greckie ιρις iris, ιριδος iridos – tęcza; ορνις ornis, ορνιθος ornithos – ptak[11].
- porphyrocephalus: πορφυρα porphura - purpura, -κεφαλος -kephalos - głowy, od κεφαλη kephalē - głowa[12].

## Morfologia
Niewielki ptak o krótkim, grubym i lekko zaokrąglonym dziobie – górna szczęka czarniawa, nieco dłuższa, żuchwa niebieskawo-szara. Czoło, okolice dzioba i oczu czarne, pokrywy uszne czarniawe. Podgardle i gardło żółte, reszta głowy, kark i szyja ciemnoniebieskie z lekkim odcieniem purpury. Górne części ciała ciemnoniebieskie przechodzące w niebiesko-zielony na kuprze. Ogon ciemnoniebieski, matowy z jaśniejszymi obrysami bocznych sterówek. Skrzydła czarne z szerokimi matowoniebieskimi obrzeżami lotek 2. i 3. rzędu. Lotki 1. rzędu czarne z wąskimi obrzeżami. Pierś i górna część brzucha ciemnoniebieskie. Środkowa część piersi i brzuch płowożółte, przechodzące w kasztanowaty na pokrywach podogonowych. Nogi ciemnobrązowo-szare, tęczówki czerwonawobrązowe. Nie występuje dymorfizm płciowy. Długość ciała 14 cm, masa ciała: samce 20,3–23 g, jedna zważona samica – 21,5 g.

## Zasięg występowania
Modraszek złotogardły występuje na terenach położonych na wysokości 750–2700 m n.p.m., głównie jednak na wysokościach 1500–2200 m n.p.m. W Kolumbii zamieszkuje zachodnie stoki Andów, a lokalnie także ich wschodnie stoki. Występuje także w północno-zachodnim Ekwadorze (w prowincjach Carchi, Imbabura i Pichincha) oraz prawdopodobnie także lokalnie w południowym Ekwadorze w prowincji Loja. Jego zasięg występowania według szacunków organizacji BirdLife International obejmuje tylko około 94,4 tys. km².

## Ekologia
Jego głównym habitatem jest bardzo wilgotny las mglisty, także o wtórnym wzroście, oraz jego obrzeża. Żywi się jagodami i owadami, które podejmuje z drzew i krzewów na wys. 2–10 m nad powierzchnią ziemi. Występuje pojedynczo, w parach, a czasami w grupach rodzinnych, podążając za mieszanymi stadami innych tanagr. Jest najprawdopodobniej gatunkiem osiadłym, chociaż obserwacje na skrajnych wysokościach mogą sugerować niewielkie migracje pionowe. Długość pokolenia jest określana na 3,7 roku.

### Rozmnażanie
Niewiele wiadomo o rozrodzie tego gatunku. Młodego ptaka domagającego się od dwóch dorosłych osobników pożywienia obserwowano w Kolumbii w czerwcu, a ptaki w stanie lęgowym w północnym krańcu zasięgu występowania w maju i czerwcu.

## Status i ochrona
W Czerwonej księdze gatunków zagrożonych IUCN modraszek złotogardły jest klasyfikowany jako gatunek bliski zagrożenia (NT, Near Threatened). Liczebność populacji nie została oszacowana, ale ptak ten opisywany jest jako niepospolity. Trend populacji określany jest jako umiarkowanie spadkowy z powodu utraty i degradacji siedlisk. Główne zagrożenie dla gatunku to wylesianie na potrzeby budownictwa, rolnictwa, pozyskiwania drewna oraz górnictwa i wydobycia minerałów. BirdLife International wymienia 21 ostoi ptaków IBA, w których ten gatunek występuje: 3 w Ekwadorze i 18 w Kolumbii. Są to m.in. Park Narodowy Tatamá, Park Narodowy Munchique, Park Narodowy Las Orquídeas.